# Швеція в Першій світовій війні
Швеція, дотримуючись своєї довготривалої політики нейтралітету з часів наполеонівських воєн, залишалася нейтральною протягом Першої світової війни з 28 липня 1914 року по 11 листопада 1918 року. Однак цей нейтралітет не вдалося зберегти без труднощів, і Швеція в різний час симпатизувала різним сторонам конфлікту.
Незважаючи на сильні пронімецькі настрої як у шведській знаті, так і в шведських політичних колах, Швеція не вступила у війну на стороні Німеччини. Натомість Швеція зберегла збройний нейтралітет і продовжувала торгувати як з державами Антанти, так і з Центральними державами. Шведська торгівля з Німеччиною, зокрема залізною рудою, зрештою призвела до значного скорочення експорту продовольства до Швеції, особливо після вступу Америки у війну в 1917 році. Виникла нестача продовольства та громадські заворушення у формі голодних маршів і заворушень спричинили падіння консервативного уряду Швеції, яке згодом було замінено соціал-демократичним, що призвело до епохи політичних реформ у Швеції.
Швеція втрутилася у військову інтервенцію на Аландські острови після розпаду Росії в громадянську війну та здобуття незалежності Фінляндії в 1918 році і ненадовго окупувала острови, які Швеція довго прагнула отримати через велику кількість шведського населення, яке підтримувало анексію, але на які також претендували Фінляндія. Проте Швеція врешті-решт вийшла після фінських протестів. Значна кількість шведів також брала участь як добровольці в громадянській війні у Фінляндії, при цьому шведська бригада чисельністю 350 чоловік відігравала роль у вирішальній битві під Тампере .
Наприкінці війни Швеція не підписала Версальський договір, який привів до завершення конфлікту, але Швеція приєдналася до Ліги Націй, яка була утворена в результаті договору, і тому була зв’язана її обмеження німецького переозброєння. Проте шведські фірми надали допомогу своїм німецьким колегам, що допомогло їм уникнути обмежень договору.

## Довоєнний період

### Симпатії Німеччини
Протягом перших років 20-го століття шведський монарх і шведські військові симпатії вважалися німцями через культурні зв’язки та спільний страх перед імперською Росією. За словами австрійського посла в Османській імперії, у 1904 році, під час російсько-японської війни, шведський король Оскар II запропонував наступальний військовий союз з Османською імперією проти Росії, яка на той час перебувала у складному військовому становищі. Наступник Оскара, король Густав V, був одружений з німкенею (троюрідною сестрою кайзера Вільгельма II), а шведський маршал королівства Людвіг Дуглас також був відомим як рішучий прихильник союзу з Німеччиною. У листопаді 1910 року генеральні штаби Німеччини та Швеції навіть таємно зустрілися, щоб обговорити спільний наступ на Санкт-Петербург, хоча ця зустріч закінчилася без досягнення обов’язкової угоди.
У той же час, коли королівська сім'я Швеції симпатизувала Німеччині, ряд шведських соціал-демократичних політиків також були прихильно налаштовані до Німеччини. Це було пов'язано з їх позитивним поглядом на систему соціального забезпечення Німеччини, промислові та наукові досягнення. Серед відомих пронімців серед лав соціал-демократів були Отто Ярте та Інгве Ларссон, обох були виключені з Шведської соціал-демократичної партії в 1915 році за внесок у книгу, яка закликала «мужньо вишикуватися на боці Німеччини».

### Криза переозброєння

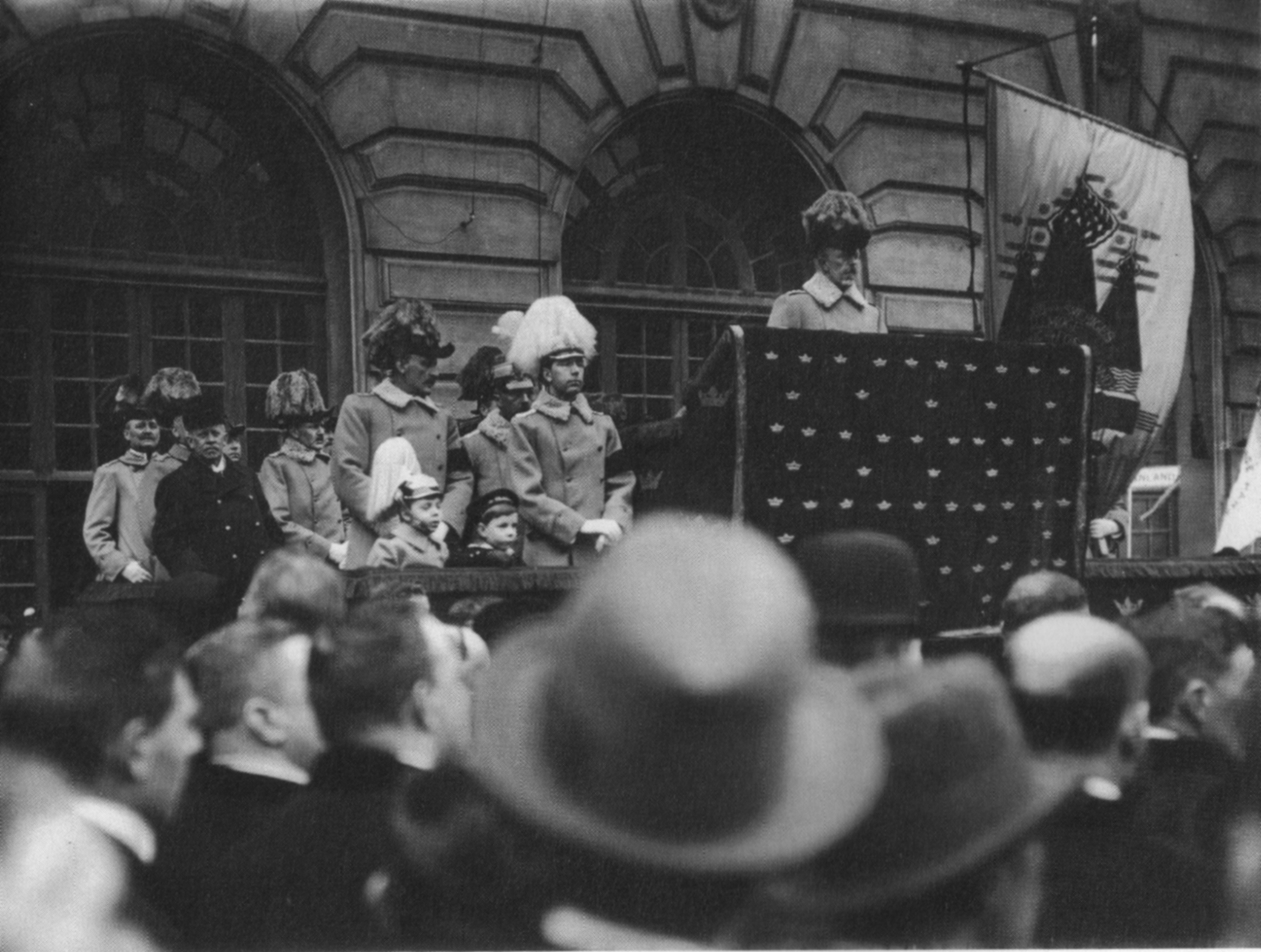
Король Густав V виголошує промову у дворі

Переозброєння викликало особливу стурбованість у Швеції через зростання напруженості в Європі. Коли уряд Карла Штаафа запропонував скоротити військові витрати та скасувати замовлення на кораблі берегової оборони, які пізніше були відомі як корабель берегової оборони класу Sverige, понад 30 000 шведських фермерів вирушили до Стокгольма на знак протесту під час маршу підтримки селянського озброєння. . У відповідь король Густав виголосив промову, написану палко пронімецьким дослідником Свеном Хедіном у дворі Королівського палацу в Стокгольмі, де він виступав за збільшення військових витрат.
«Дворова промова» короля Густава спричинила конституційну кризу у Швеції (так звану «кризу двору») через втручання корони в управління державою, оскільки парламентська система означала виключення корони з партійної політики. Коли король Густав відмовився пом’якшити свою риторику на тему витрат на оборону, уряд Карла Штаафа пішов у відставку і був замінений консервативним урядом Ялмара Хаммаршельда.

## Початок війни

Європейські військові союзи до початку війни. Центральні держави зображені оливковим кольором, Троїста Антанта — темно-зеленим, а нейтральні країни — бежевим.

### Липнева криза
Під час липневої кризи і король Густав, і Кнут Валленберг, міністр закордонних справ Швеції, запевнили центральні держави, що у війні між Німеччиною та Росією Швеція ніколи не стане на боці Росії, і що хоча Швеція видасть декларацію нейтралітету. на початку конфлікту вона зберігала б свободу вжити інших дій пізніше. Запевнення короля Густава і Кнута Валленберга наштовхнули міністра закордонних справ Німеччини Готліба фон Ягова на думку, що Німеччину підтримає Швеція в майбутньому конфлікті. Між військовими та військово-морськими штабами Швеції та Німеччини навіть відбулися переговори про співпрацю, а також були досягнуті попередні домовленості щодо використання Німеччиною баз і якірних стоянок на східному узбережжі Швеції та на острові Готланд.
Валленберг також попередив німців, що Швеція не може втручатися надто рано, оскільки це може спричинити втручання Великої Британії у конфлікт, хоча це, у свою чергу, спонукало німецького міністра у Стокгольмі Франца фон Райхенау припустити, що якщо Британія вступить у конфлікт, Німеччина повинна видати ультиматум із вимогою вступу Швеції у війну. У той же час міністерство закордонних справ Швеції надіслало до Росії повідомлення з обіцянкою, що Швеція залишиться нейтральною, хоча війська були направлені для спостереження за кордоном Швеції з Фінляндією, що керується Росією.

### Декларації нейтралітету

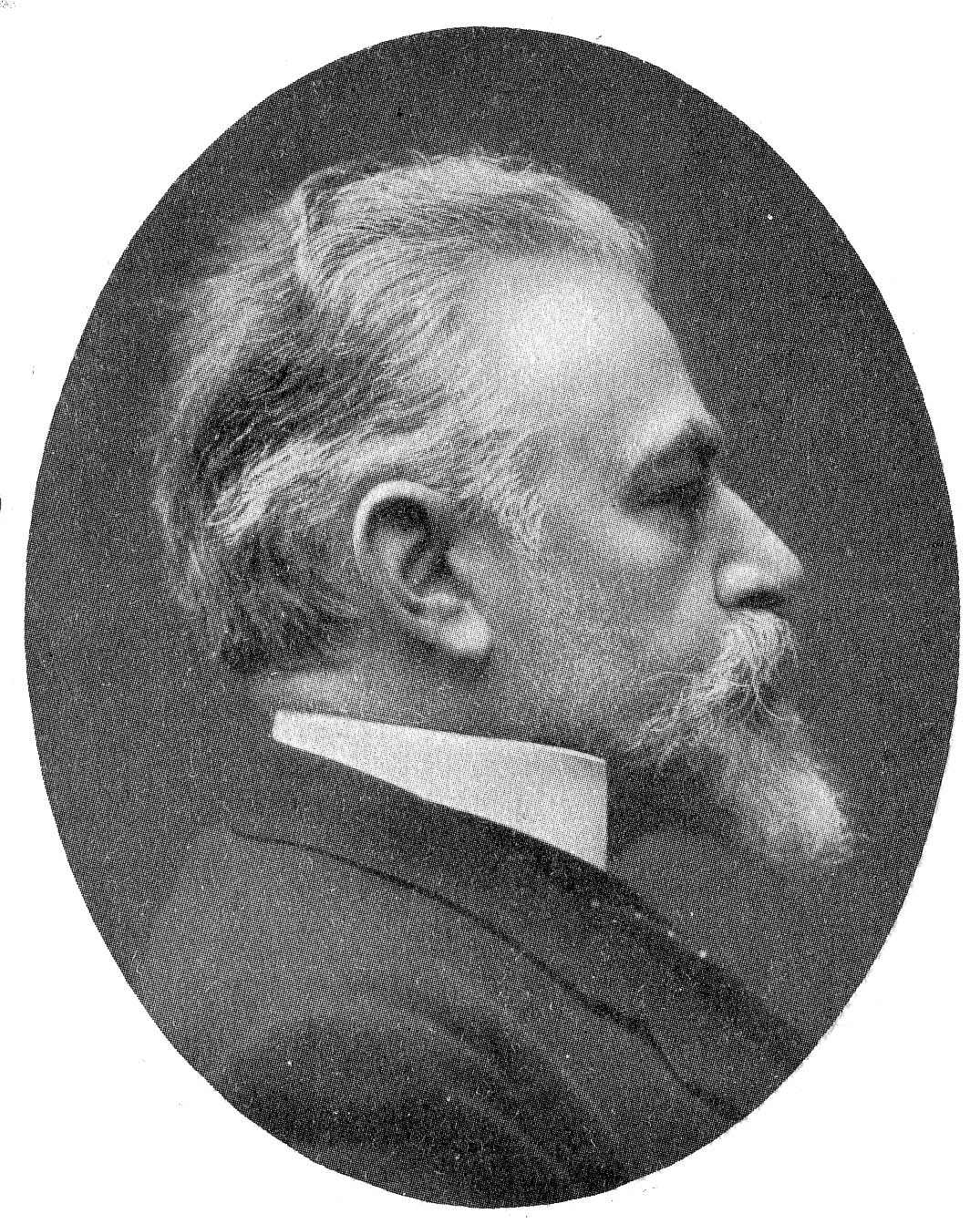
Кнут Валленберг

Швеція проголосила нейтралітет в австро-сербському конфлікті 31 липня 1914 р. і в загальному конфлікті Німеччини проти Франції та Росії 3 серпня. Обидві декларації залишали відкритою можливість того, що Швеція згодом може змінити свою позицію, якщо до конфлікту приєднаються інші країни. 2 серпня, однак, Валленберг, розмовляючи з британським міністром у Стокгольмі, повторив своє твердження, що якщо Швеція буде втягнута у війну, вона ніколи не буде воювати на боці Росії. Мабуть, боячись, що Німеччина може висунути ультиматум, вимагаючи від Швеції обрати сторону (що погрожував зробити німецький кайзер під час візиту короля Густава до Німеччини в 1913 році), Валленберг також пообіцяв Францу фон Райхенау, що нейтралітет Швеції буде «доброзичливим» для Німеччини.
Позиція Норвегії також хвилювала Валленберга, оскільки він вважав, що норвежці віддадуть перевагу втручатися на британській стороні, якщо вступлять у війну. 8 серпня обидві країни (Швеція і Норвегія) оприлюднили спільну декларацію про нейтралітет, попередивши, що вони зберігатимуть нейтралітет проти всіх воюючих сторін і гарантують нейтралітет одна одній. Ще одна спільна заява була зроблена трьома королями Данії, Норвегії та Швеції в грудні 1914 року, і підрозділи шведської армії, які були відправлені до фінського кордону, були розставлені.

### Пропозиція Німеччини про союз
На початку 1915 року Артур Ціммерман, заступник державного секретаря німецького міністерства закордонних справ, звернувся до Хаммаршельда, який перебував з візитом у Берліні, з пропозицією потенційно створити «Північний блок» під керівництвом Швеції в обмін на союз між Швеції та Німеччини. У той час як Хаммаршельд відхилив цю першу пропозицію, Циммерман наполягав і звернувся до Людвіга Дугласа з пропозицією про оновлену Шведську імперію, яка охоплює Фінляндію та балтійські провінції Російської імперії. Потім Дуглас передав цю пропозицію королю Густаву 8 червня 1915 року, а також Хаммаршельду та Валленбергу, однак позитивно її сприйняв лише король Густав.
Після цієї невдачі принц Максиміліан Баденський, двоюрідний брат шведської королеви Вікторії, зробив ще одну увертюру до короля Густава. Принц Макс отримав вказівку кайзера Вільгельма II та Еріха фон Фалькенхайна, які хотіли інтегрувати Швецію до німецької Mitteleuropa, отримати союз з метою спільного нападу на Санкт-Петербург, у відповідь Німеччина була готова запропонувати матеріальні та військові підтримку, а також обіцянка Аландських островів (на яких проживало шведомовне населення, укріплення яких росіянами протягом 1915 р. викликало занепокоєння у Швеції), коригування кордону та незалежної чи автономної Фінляндії. Король Густав відхилив цю пропозицію 20 листопада 1915 р., оскільки без чіткого «casus belli» він не міг бути впевнений у народній підтримці війни.
1 грудня 1915 року двоє провідних пронімецьких шведських політичних діячів, соціал-демократ Отто Ярте та консервативний редактор Адріан Молін, зустрілися з королем Густавом, на якій вони закликали його приєднатися до війни на боці Німеччини. Вони закликали його вважати, що «якщо Антанта переможе, ідеї республіканізму та парламентаризму виграють ратифікацію світової історії». Згідно з розповіддю Отто Ярте, король неодноразово заявляв, що він дотримується тієї ж точки зору, що й вони, і що Швеція «пришвидшить дії» після того, як німецькі війська увійдуть у Фінляндію, однак, за словами Ярте, король також заявив, що як конституційний монарх він може не давати жодних зобов'язуючих обіцянок.
Хоча розмови про союз зрештою закінчилися марними, Швеція віддавала перевагу Німеччині перед Росією принаймні в одному важливому відношенні. Кнут Валленберг, без відома Хаммаршельда, дозволив німцям використовувати шведські шифри для зв'язку зі своїми посольствами за кордоном, і ці зв'язки передавались по телеграфних кабелях, які використовувалася Швецією для зв'язку зі своїми посольствами. Це дозволило німцям спілкуватися зі своїми посольствами через Стокгольм, не піддаючись цензурному перехопленню британцями. Незважаючи на заяву про припинення цієї практики наприкінці 1915 року, у 1917 році вибухнув скандал, коли стало відомо, що телеграма від німецького повіреного у справах в Аргентині, графа Люксбурга, до Берліна з пропозицією «безслідно затопити» певні аргентинські кораблі. було передано через засоби шведського міністерства закордонних справ. Це стало відомим як «Люксбурзька справа».
Шведський експорт до Німеччини значно зріс після початку війни: експорт за два місяці з грудня 1914 року по січень 1915 року був у вісім разів більшим, ніж з грудня 1913 року по січень 1914 року. Це значне збільшення експорту допомогло Німеччині пом’якшити вплив жорсткої блокади союзників на Німеччину торгівля.

## Шведська військова готовність під час війни

### Армія
Протягом усієї війни активна чисельність шведської армії ніколи не перевищувала 13 000 чоловік, навіть після того, як у 1914 році в армійському законопроєкті Хаммаршельда було збільшено вдвічі кількість резервних формувань із шести до дванадцяти піхотних дивізій та кавалерійської дивізії. У міру того, як війна тривала і загроза вторгнення зменшувалася, кількість активних, здатних до розгортання, до 1918 року впала до 2000.
Незважаючи на те, що вони були відносно добре оснащені за стандартами 1914 року, у міру того, як війна тривала, ці сили були все гірше і гірше підготовленими для боротьби з конфліктом відповідно до переважних стандартів того часу. Наприклад, у 1914 році кількість кулеметів у дивізії шведської армії (24) була приблизно такою ж, як і в дивізії німецької чи французької армії, однак до 1918 року дивізії французької армії мали 108 важких і 405 легких кулеметів, в той час як дивізії німецької армії мали 108 важких і 216 легких кулеметів, кількість кулеметів у дивізії шведської армії в 1918 році була ще 24. Ситуація з польовою артилерією була схожою: у 1914 році середній шведський піхотний батальйон підтримували 3,6 польових кулеметів. гармати, цифра, подібна до числа великих держав, але до 1918 року еквівалентна цифра для німецького батальйону становила 8,4, для французького — 12, а для шведського піхотного батальйону — 3,6.
З точки зору доктрини і тактики шведи були недосвідчені в сучасній війні. Єдиними досвідченими офіцерами у шведській армії були ті, хто спостерігав за війною, що триває на Західному, Італійському та Східному фронтах світової війни, або хто добровільно пішов на службу до однієї з воюючих армій.

### Флот

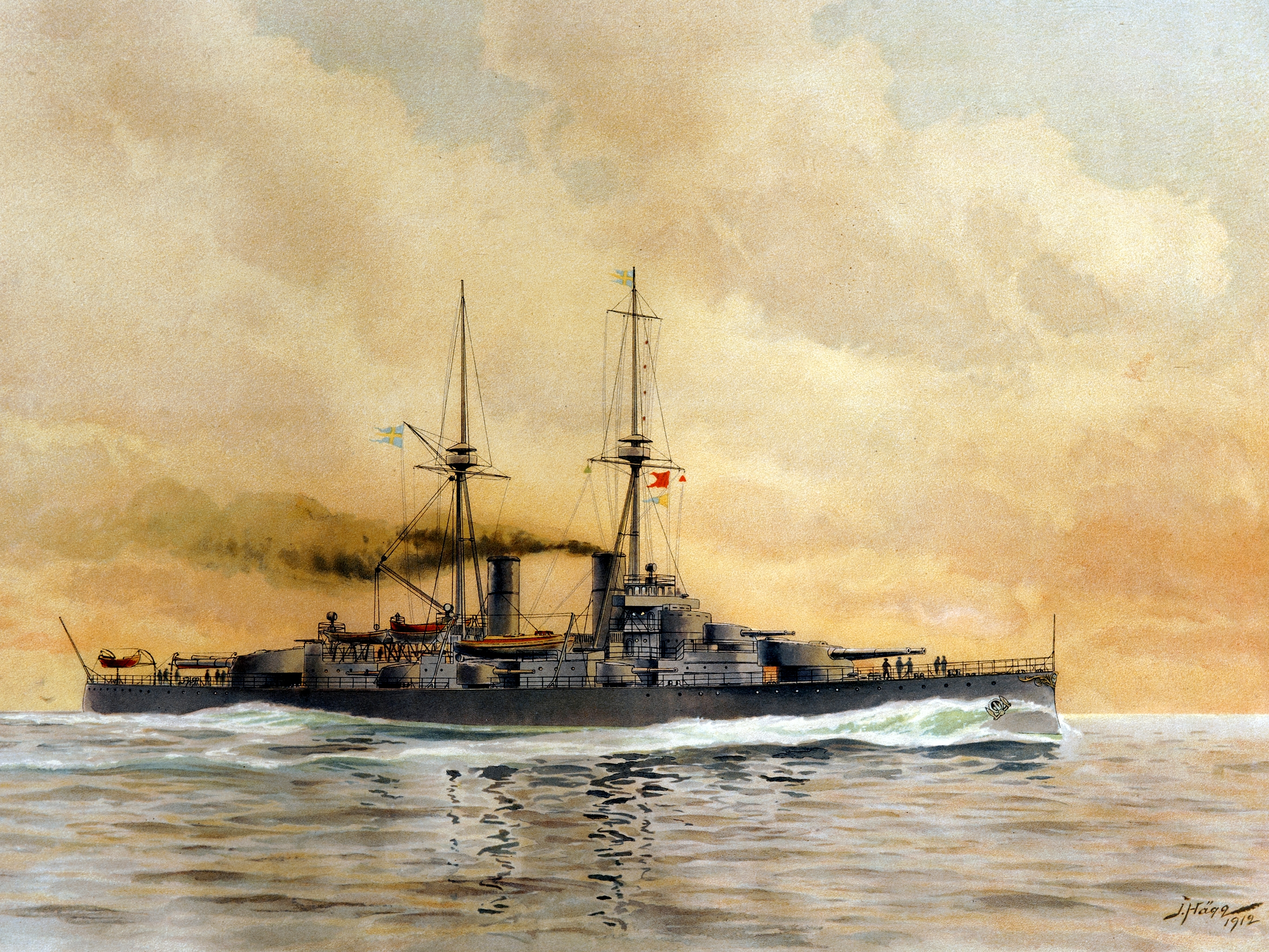
HSwMS Sverige, зображена в її оригінальній формі

Швеція розпочала 20 століття з одного з найсильніших військово-морських сил за межами великих держав, який налічував 13 великих військових кораблів. До 1914 року він отримав додатковий невеликий мінний крейсер (HSwMS Class Fleming), а також 8 есмінців і 10 підводних човнів. Однак у Швеції бракувало жодних справжніх військових кораблів типу дредноутів, і з трьох важких військових кораблів класу Sverige, замовлених до війни, лише один був завершений до кінця війни (HSwMS Sverige, спущений на воду в 1915 році і введений в експлуатацію в 1917 році).
Відділ берегової оборони шведських збройних сил, Kustartilleriet (берегова артилерія), входив до компетенції флоту, мав чисельність 7500 чоловік у 1914 році (приблизно половина від загальної активної чисельності ВМС у 15–16 000 офіцерів і рейтингу). . Незважаючи на свою назву, Kustartilleriet складався не тільки з артилерійських підрозділів, але також включав піхотні полки, сформовані окремо від армійських, і включав як мобільні, так і статичні сили оборони.
Основна вага захисту шведського нейтралітету під час війни припала на шведський флот.

### Повітряні сили
Шведи почали війну з відносно невеликою кількістю літаків на військовій службі, розвідувальні групи формувались як в армії, так і на флоті. Група ВМС Швеції спочатку була сформована в 1911 році, коли єдиний моноплан Blériot був подарований флоту. У 1913 році в Стокгольмі було засновано спеціальний морський авіаційний корпус «Marinens Flygväsende» (MFV), а до 1914 року він розширився, включивши, крім Blériot, двох Анрі Фарманів і літаючий човен Donnet-Leveque, всі вони базувалися в Оскарі Фредеріксборзі.
Під час війни загальна чисельність Швеції була розширена до кількох десятків літаків, багато з яких були куплені за приватною підпискою. У 1916 році до складу ВПС Швеції додали винищувачі. Проте шведським військово-повітряним силам не вистачало досвіду, доктрини та тактики, і лише в 1926 році незалежні військово-повітряні сили були створені.

## Кінець війни

### Дефіцит продовольства та занепад Ялмара Хаммаршельда
Внаслідок нестачі продовольства, викликаної блокадою імпорту союзниками, затоплення шведських кораблів під час кампанії німецьких підводних човнів, а також поганого врожаю, до січня 1917 року шведський уряд почав нормування хліба, цукру та борошна. Вступ Америки в Першу світову війну на боці союзників на початку 1917 р. значно посилив тиск на Швецію з метою укласти угоду про торгівлю та судноплавство, вигідну для союзних держав. Одним із конкретних запитів було, щоб шведи скоротили експорт залізної руди до Німеччини в обмін на збільшення поставок продовольства від союзників.
Незважаючи на нестачу, Ялмар Хаммаршельд продовжував чинити опір угоді, яка могла б послабити блокаду в обмін на скорочення експорту до Німеччини через страх розлютити німців і вважати, що він надає перевагу союзникам. Хаммаршельд також вступив у конфлікт зі своїм міністром закордонних справ Кнутом Валленбергом через обговорювану торгову угоду з Великою Британією та угоду про оборонне співробітництво з Норвегією. Відмова Хаммаршельда вести переговори про торговельні угоди з країнами Антанти призвела до заворушень у Швеції. Уряд Хаммаршельда також став ослабленим приблизно в цей час, коли стало відомо про «Люксбурзьку справу», в якій брали участь шведські засоби, які використовувалися для передачі секретних повідомлень, спрямованих на союзне судноплавство для німців.
Обурені відмовою Хаммаршельда від торгівлі з Антантою, союзники Хаммаршельда у шведському парламенті повстали проти нього. На початку 1917 року поєднання протестів через нестачу продовольства і неспроможність Риксдагу затвердити збільшення витрат на оборону змусили Хаммаршельда піти у відставку. Король Густав закликав консерватора Ернста Трюггера сформувати уряд, проте йому не вистачало необхідної підтримки в риксдазі для цього, тому замість цього його замінив Карл Шварц у березні 1917 року.
Заміна Хаммаршельда Шварцем не запобігла подальшим заворушенням, які були розпалені жорсткою поліцією так званих «голодних маршів». Ситуація з продовольством у Швеції також не покращилася, оскільки нормування було розширено, включивши картоплю. У травні 1917 року заворушення охопили острів Сескаро на півночі Швеції, де почалися бої між місцевим населенням і військовими, у які довелося втрутитися поліції. Острів було заспокоєно лише після того, як на острів прийшла партія їжі, а кілька місцевих чоловіків були ув’язнені.
Найбільші заворушення відбулися 5 червня 1917 року, коли 20 000 людей зібралися біля Риксдагу в Стокгольмі, щоб почути відповідь Карла Шварца на прохання Яльмара Брантінга про введення загального виборчого права та конституційної реформи, і були розігнані кінною поліцією.
Шварц обіймав посаду прем’єр-міністра Швеції лише сім місяців, перш ніж був відсторонений від влади після шведських виборів 1917 року і замінений ліберальним урядом Нільса Едена. Після виборів Едена заворушення вщухли, оскільки соціал-демократи припинили їх підтримувати, хоча вимоги реформ, включаючи 8-годинний робочий день та покращення умов життя, тривали. Однак лише 29 травня 1918 року британська блокада торгівлі зі Швецією була повністю знята. Потоплення шведських кораблів німецькими підводними човнами тривало до кінця війни і в кінцевому підсумку склало 280 кораблів із втратою 800 людей.

## Наслідки

### Культурний і соціальний вплив
Під час війни ряд антивоєнних авторів здобули популярність у Швеції. Серед них були Елін Вегнер, Анна Лена Ельгстрьом, Сельма Лагерлеф і Маріка Стірнштедт. Шведські поети, зокрема Карл Густав Оссіаннілссон, Бертіль Мальмберг і Туре Нерман, використовували засоби військової поезії для дослідження різних тем.
Під час війни шведські ЗМІ були поділені на ряд різних таборів залежно від їхньої позиції щодо війни. Великі консервативні ЗМІ, включаючи Svenska Dagbladet, Aftonbladet (більшість якої належали німецьким інтересам) і Nya Dagligt Allehanda, були в основному пронімецькими. З іншого боку, ліві/ліберальні газети, такі як Dagens Nyheter, були більш союзницькими. Нарешті, Stockholms-Tidningen, найбільша газета Швеції на той час, була відносно нейтральною та проурядовою.
Прихід до влади соціал-демократичних політиків також назавжди змінив шведський політичний ландшафт, оскільки багато аспектів ліберальної політики були реалізовані, і було прийнято загальне виборче право.

### Версальський договір і повоєнне переозброєння Німеччини
Швеція не підписала Версальський договір, який привів до кінця війни, але шведський дипломат Маркус Валленберг (старший), зведений брат Кнута Валленберга, брав участь у переговорах у Версалі щодо шведських активів у Німеччині. . Проте в 1920 році Швеція приєдналася до Ліги Націй, яка була утворена в результаті договору, і тому була пов’язана обмеженням переозброєння Німеччини.
Незважаючи на версальські обмеження, шведські фірми надавали допомогу німецьким колегам, що допомогло їм уникнути обмежень договору, в кінцевому підсумку сприяючи переозброєнню нацистської Німеччини перед Другою світовою війною. Допомога включала збірку військових літаків Junkers та виготовлення артилерійської зброї для Rheinmetall.